# Murina walstoni
Murina walstoni (Furey, Csorba & Son, 2011) è un pipistrello della famiglia dei Vespertilionidi diffuso in Indocina.

## Descrizione

### Dimensioni
Pipistrello di piccole dimensioni, con la lunghezza della testa e del corpo tra 34,8 e 45,4 mm, la lunghezza dell'avambraccio tra 28,1 e 34,7 mm, la lunghezza della coda di 33,6 mm, la lunghezza del piede di 7,1 mm, la lunghezza delle orecchie tra 11,9 e 14,7 mm.

### Aspetto
La pelliccia è lunga e si estende sulle ali fino all'altezza dei gomiti e delle ginocchia. Le parti dorsali sono marroni con la base dei peli bianca, mentre le parti ventrali sono bianche. Il muso è stretto, allungato, con le narici protuberanti e tubulari. Gli occhi sono molto piccoli. Le orecchie sono arrotondate con una rientranza a metà del margine posteriore. Le ali sono attaccate posteriormente alla base dell'artiglio dell'alluce. I piedi sono piccoli e ricoperti di peli. La coda è lunga ed inclusa completamente nell'ampio uropatagio, il quale è ricoperto ventralmente di corti peli biancastri. Il calcar è lungo.

### Ecolocazione
Emette ultrasuoni sotto forma di impulsi di breve durata a frequenza modulata iniziale di 140–153 kHz, finale di 46–65 kHz e massima energia a 108,8–128 kHz.

## Biologia

### Comportamento
Un individuo è stato osservato sotto le fronde secche di un banano.

### Alimentazione
Si nutre di insetti.

## Distribuzione e habitat
Questa specie è diffusa in Thailandia, Vietnam, Laos e in Cambogia. Un individuo è stato recentemente catturato nel Nepal centrale 
Vive in foreste sempreverdi e semi-sempreverdi tra 100 e 400 metri di altitudine.

## Conservazione
Questa specie, essendo stata scoperta solo recentemente, non è stata sottoposta ancora a nessun criterio di conservazione.